# París-Roubaix 1981
La 79.ª París-Roubaix se celebró el 12 de abril de 1981 y fue ganada por el francés Bernard Hinault en un esprint de un pequeño grupo. La prueba constó de 263,5 km llegando el grupo delantero en un tiempo de 6h 26' 07".

## La carrera
Esta edición se disputó finalmente mediante un sprint entre seis corredores. Sobre el velódromo de Roubaix, fue el francés Bernard Hinault quien venció a dos Flandrianos puros, Roger De Vlaeminck (apodado "Monsieur Paris-Roubaix") y Francesco Moser (tres veces campeón de la competición) respectivamente segundo y tercero.
A ocho kilómetros de la meta, Hinault se intenta escapar, pero es atrapado por el compañero de equipo de De Vlaeminck, Hennie Kuiper. Unos kilómetros más tarde, Hinault pinchó pero fue ayudado rápidamente y pudo volver al liderato.
En el velódromo, es Kuiper, quien toma la delantera del grupo para encabezar a De Vlaeminck. Bernard Hinault optó entonces por lanzar su sprint desde lejos y logró resistir a sus oponentes, para convertirse en el primer francés en ganar la París-Roubaix en 25 años.

## Clasificación final
| Posición | Ciclista            | Equipo                       | Tiempo     |
| -------- | ------------------- | ---------------------------- | ---------- |
| 1.       | Bernard Hinault     | Renault-Elf-Gitane           | 6h 26' 07" |
| 2.       | Roger De Vlaeminck  | DAF Trucks-Cote d'Or-Gazelle | m.t.       |
| 3.       | Francesco Moser     | Famcucine-Moser              | m.t.       |
| 4.       | Guido Van Calster   | Wickes-Splendor              | m.t.       |
| 5.       | Marc Demeyer        | Capri Sonne-Koga Miyata      | m.t.       |
| 6.       | Hennie Kuiper       | DAF Trucks-Cote d'Or-Gazelle | m.t.       |
| 7.       | Ferdi Van Den Haute | La Redoute                   | + 1' 01"   |
| 8.       | René Bittinger      | Miko-Mercier                 | + 1' 01"   |
| 9.       | Jean Chassang       | Puch-Wolber                  | + 2' 09"   |
| 10.      | Fons De Wolf        | Vermeer-Thijs-Gios           | + 2' 35"   |